# Ekaterina Svanidze
Ekaterina Svanidzé, detta Kato (in georgiano ქეთევან სვანიძე?; in russo Екатерина Семёновна Сванидзе?, Ekaterina Semënovna Svanidze; 2 aprile 1885 – 5 dicembre 1907), è stata la prima moglie di Iosif Stalin.

## Biografia
Nata nella Rach'a, nella Georgia occidentale, Svanidze si trasferì a Tiflis con le due sorelle e il fratello. Fu suo fratello Aleksandre, confidente di Stalin a presentarglielo nel 1905, allora ancora noto con il nome di nascita di Ioseb Džugašvili. Si sposarono ufficialmente nel 1906 e lei pochi mesi dopo diede alla luce Jakov Džugašvili. La famiglia si trasferì a Baku per evitare l'arresto, ma Svanidze si ammalò e tornò a Tiflis nel 1907, morendo poco dopo il suo ritorno, probabilmente di tubercolosi o tifo.
La sua morte ebbe un effetto profondo su Stalin, che teneva molto a Svanidze. Quando sua moglie morì, infatti, Stalin confidò ad un amico: «Questa creatura ha ammorbidito il mio cuore di pietra; con lei sono morti i miei ultimi teneri sentimenti verso l'umanità». Durante le Grandi Purghe, i genitori di lei, dopo aver condiviso per anni la quotidianità di Stalin al Cremlino, furono arrestati, poi giustiziati con il suo consenso. Il fratello Aleksandre "Alëša" Svanidze fu fucilato nel 1941.